# Rząd Ludwiga Holzgethana
Rząd Ludwiga Holzgethana – prowizoryczny urzędniczy rząd austriacki, rządzący Cesarstwem Austriackim od 30 października do 22 listopada 1871.

## Skład rządu
- premier – Ludwig Holzgethan
- rolnictwo – Otto Wiedenfeld
- handel – Ludwik Possinger-Choborski
- wyznania i oświata – Karl Fidler
- finanse – Ludwig Holzgethan
- sprawy wewnętrzne – August Wehli
- sprawiedliwość – Georg Mitis
- obrona krajowa – Heinrich Scholl
- minister bez teki (do spraw Galicji) – Kazimierz Grocholski